# カリフォルニア州司法長官
カリフォルニア州司法長官は、カリフォルニア州政府における州司法長官である。カリフォルニア州司法長官の職務は、「州法が均一かつ適切に執行される」ようにすることである（カリフォルニア州憲法第5条第13項）。
カリフォルニア州司法長官は4年任期で選出され、最長で2期まで務めることができる。カリフォルニア州司法長官の選挙は、州知事や他の州公職と同時期に実施される。歴代司法長官の中には後に州知事、連邦上院議員、連邦最高裁判所長官、副大統領などに就任した者がいる。
2021年3月24日、カリフォルニア州知事のギャビン・ニューサムは、ジョー・バイデン大統領の下で 保健福祉長官に就任するため辞任したハビエル・ベセラ司法長官の後任として、ロブ・ボンタの任命を発表した。ボンタはカリフォルニア州議会両院の承認を得て、2021年4月23日に宣誓した。

## 職務
州憲法、民事訴訟法、政府法典によると、州司法長官の職務は次のとおりである:

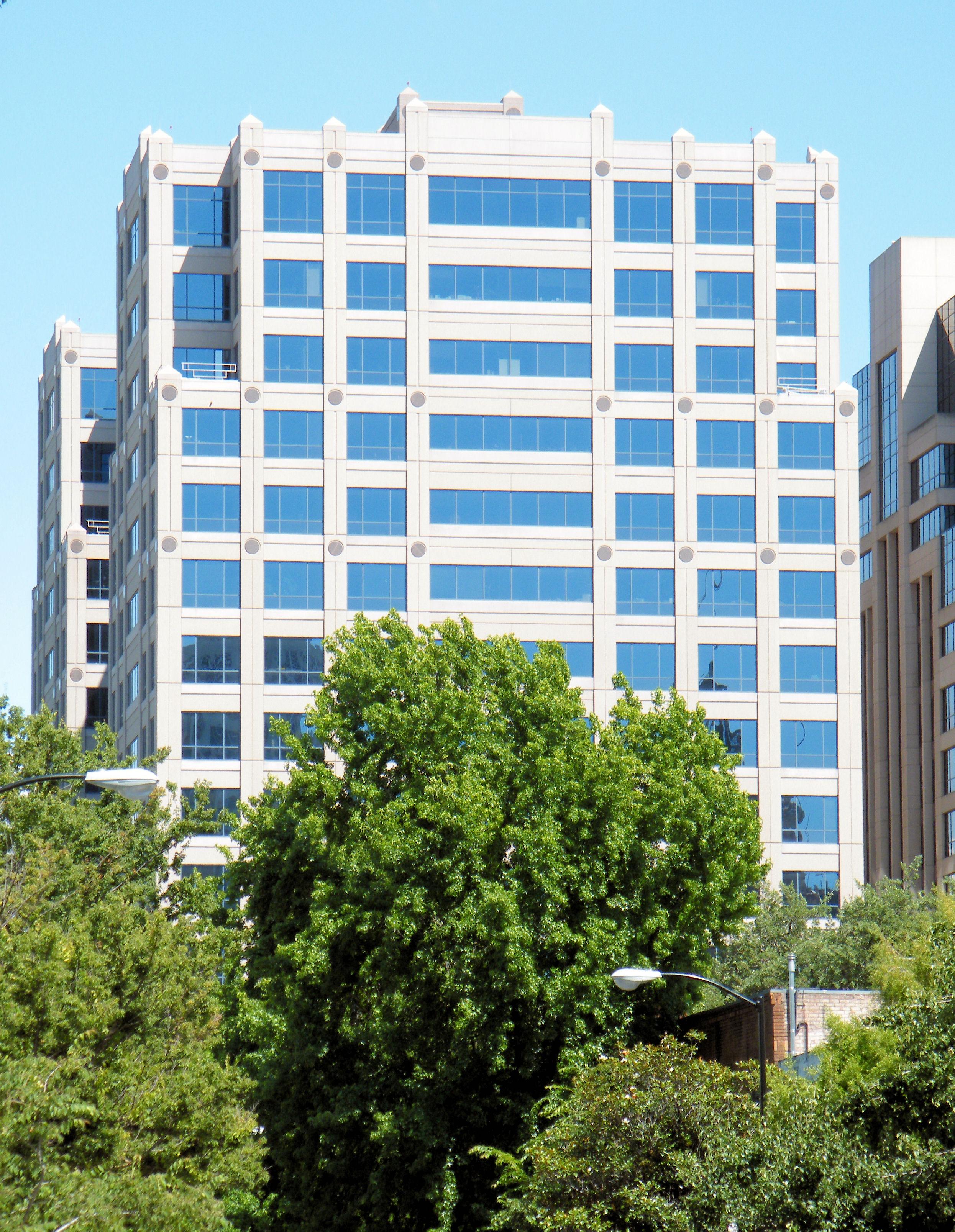
サクラメントにあるカリフォルニア州司法長官の本部はこの建物の中にある

- 州の最高法務責任者として、州法が均一かつ適切に施行されることを保証する[4]。
- 司法省の長であり、州の法律サービスの提供と地方の法執行機関への支援を担当する[5]。
- 州の訴訟において主任弁護士を務める[6]。
- 地方検事や保安官を含む法執行機関を監督する[4]。

## 歴史
司法長官職はカリフォルニア州の連邦加入時に設置されたが、現在の形となったのはアラメダ郡地方検事のアール・ウォーレンが法執行と司法の大幅な改革を目的とした4つの発議案の1つである1934年提案第4号の可決のときまで遡る。それまでの州司法長官は、各地域で選出された地方検事や保安官の管轄内の事柄について管轄権を持っていなかった。ウォーレンは1938年に州司法長官となり、州の法執行機関を地区ごとに再編成した。
ロバート・W・ケニーの時代には、第二次世界大戦中の日系人の強制収容に加担したが、後にその姿勢を謝罪した。

## 多様性
- スタンリー・モスク（英語版） - 史上初のユダヤ教徒の就任者[10]。
- ジョージ・デュークメジアン（英語版） - 史上初のアルメニア系アメリカ人の就任者。
- カマラ・ハリス - 史上初の女性、アジア系アメリカ人、アフリカ系アメリカ人の就任者[11]。
- ハビエル・ベセラ - 史上初のラテン系アメリカ人の就任者[12]。
- ロブ・ボンタ（英語版） - 史上初のフィリピン系アメリカ人の就任者[13]。

## 歴代のカリフォルニア州司法長官の一覧
| 代数 | 写真 | 名前                              | 政党 | 政党         | 任期                             |
| ---- | ---- | --------------------------------- | ---- | ------------ | -------------------------------- |
| 1    |      | エドワード・J・C・ケーウェン      |      | 民主党       | 1849年 – 1850年                  |
| 2    |      | ジェームズ・A・マクドゥーガル     |      | 民主党       | 1850年 – 1851年                  |
| 3    |      | セッラヌス・C・ヘイスティング     |      | 民主党       | 1852年1月5日 – 1854年1月2日      |
| 4    |      | ジョン・R・マコーネル             |      | 民主党       | 1854年 – 1856年                  |
| 5    |      | ウィリアム・M・スチュワート       |      | 民主党       | 1853年6月7日 – 1853年12月 (代行) |
| 6    |      | ウィリアム・T・ウォレス           |      | アメリカン党 | 1856年1月 – 1858年1月            |
| 7    |      | トーマス・H・ウィリアムズ         |      | 民主党       | 1858年 – 1862年                  |
| 8    |      | フランク・M・ピクスリー           |      | 共和党       | 1862年 – 1863年                  |
| 9    |      | ジョン・G・マカロー               |      | 共和党       | 1863年 – 1867年                  |
| 10   |      | ジョー・ハミルトン                |      | 民主党       | 1867年12月5日 – 1871年12月8日    |
| 11   |      | ジョン・ロード・ラヴ              |      | 共和党       | 1871年12月8日 – 1875年12月9日    |
| 12   |      | ジョー・ハミルトン                |      | 民主党       | 1875年12月9日 – 1880年1月8日     |
| 13   |      | オーガスタス・L・ハート           |      | 共和党       | 1880年1月8日 – 1883年1月10日     |
| 14   |      | エドワード・C・マーシャル         |      | 民主党       | 1883年1月10日 – 1887年1月8日     |
| 15   |      | ジョージ・A・ジョンソン           |      | 民主党       | 1887年1月8日 – 1891年1月8日      |
| 16   |      | ウィリアム・H・H・ハート          |      | 共和党       | 1891年1月8日 – 1895年1月11日     |
| 17   |      | ウィリアム・F・フィッツジェラルド |      | 共和党       | 1895年1月7日 – 1899年1月2日      |
| 18   |      | タイリー・L・フォード             |      | 共和党       | 1899年1月4日 – 1902年9月14日     |
| 19   |      | ユリシーズ・S・ウェッブ           |      | 共和党       | 1902年9月15日 – 1939年1月3日     |
| 20   |      | アール・ウォーレン                |      | 共和党       | 1939年1月3日 – 1943年1月4日      |
| 21   |      | ロバート・W・ケニー               |      | 民主党       | 1943年1月4日 – 1947年1月5日      |
| 22   |      | フレデリック・N・ハウザー         |      | 共和党       | 1947年1月5日 – 1951年1月8日      |
| 23   |      | パット・ブラウン                  |      | 民主党       | 1951年1月8日 – 1959年1月5日      |
| 24   |      | スタンリー・モスク                |      | 民主党       | 1959年1月5日 – 1964年8月31日     |
| 25   |      | トーマス・C・リンチ               |      | 民主党       | 1964年8月31日 – 1971年1月4日     |
| 26   |      | エヴェル・J・ヤンガー             |      | 共和党       | 1971年1月4日 – 1979年1月8日      |
| 27   |      | ジョージ・デュークメジアン        |      | 共和党       | 1979年1月8日 – 1983年1月3日      |
| 28   |      | ジョン・ヴァン・デ・カンプ        |      | 民主党       | 1983年1月3日 – 1991年1月7日      |
| 29   |      | ダン・ラングレン                  |      | 共和党       | 1991年1月7日 – 1999年1月4日      |
| 30   |      | ビル・ロッキャー                  |      | 民主党       | 1999年1月4日 – 2007年1月8日      |
| 31   |      | ジェリー・ブラウン                |      | 民主党       | 2007年1月8日 – 2011年1月3日      |
| 32   |      | カマラ・ハリス                    |      | 民主党       | 2011年1月3日 – 2017年1月3日      |
| 33   |      | ハビエル・ベセラ                  |      | 民主党       | 2017年1月24日 – 2021年3月18日    |
| 34   |      | ロブ・ボンタ                      |      | 民主党       | 2021年4月23日 – 現職             |